# Кевин Ръд
Кевин Майкъл Ръд (на английски: Kevin Michael Rudd) е 26-ият министър-председател на Австралия и федерален лидер на лявоцентристката Австралийска лейбъристка партия. Под неговото ръководство партията печели изборите на 24 ноември 2007 г. срещу коалиционното правителство на министър-председателя Джон Хауърд. Правителството на Ръд встъпва в длъжност на 3 декември 2007 г.

## Ранни години
Кевин Ръд е роден в Намбур, Куинсланд и израства в кравеферма близо до Еумунди, Куинсланд. Ръд придобива любовта си към коне и стрелбата по глинени мишени от фермерския живот. Баща му умира, когато Ръд е на 11 години и семейството в затруднено положение е принудено да напусне фермата. Ръд се присъединява към Австралийската лейбъристка партия през 1972 г. Той живее на пансион в училището Марист Колидж Ашгроув в Бризбейн, а по-късно учи в щатската гимназия в Нарбур. Ръд завършва с отличие Австралийския национален университет в Канбера, специалност Изучаване на Азия (Asian Studies). Той специализира китайски език и китайска история, овладява мандарин и придобива китайски псевдоним Лу Кеуен (陸克文). По време на следването си Ръд почиства дома на политическия коментатор Лори Оукс, за да печели пари. През 1980 г. той продължава да учи китаистика в Националния тайвански нормален университет в Тайпе, Тайван. През 1981 г. Ръд се жени за Терез Райн, която срещнал на събрание на Австралийското студентско християнско движение. Те имат три деца: Джесика (р. 1984 г.), Никълъс (р. 1986 г.) и Маркъс (р. 1993 г.)

## Навлизане в политиката
През 1981 г. Ръд започва работа в министерството на външните работи на Австралия и работи там до 1988 г. Повечето време той прекарва заедно със съпругата си в Стокхолм, Швеция и Пекин, Китай, където работи в австралийските посолства. Завръщайки се през 1988 г. в Австралия, той е назначен за началник на кабинета на водача на лейбъристката опозиция в Куинсланд, Уейн Гос. Лейбъристката партия печели щатските избори през 1992 г. и Ръд е назначен за генерален директор на правителствения офис, което го прави най-властния бюрократ в Куинсланд. Той контролира различни реформи, включително развитието на национална програма за преподаване на чужди езици в училищата, включваща изучаване на азиатски езици и култури. По това време Ръд е подложен на сърдечна операция за подмяна на аортната клапа. След като правителството на Гос губи изборите през 1994 г. Ръд е назначен за старши консултант за Китай от счетоводната фирма KPMG Australia.
През 1998 г. е избран за представител в Австралийския парламент на избирателния район Грифит. Изборите през 2001 г. отново са спечелени от коалицията на премиера Хауард, а Ръд е назначен за министър на външните работи в сянка от лейбъристката опозиция. След посещение във Великобритания и срещи с британски политици Ръд заявява, че Саддам Хюсеин без съмнение притежава оръжия за масово унищожение и е в нарушение на резолюциите на Съвета за сигурност на ООН. След свалянето на режима на Саддам Хюсеин обаче Ръд критикува правителството на консервативния министър-председател Джон Хауард заради политиката му в подкрепа на администрацията на Джордж У. Буш, но продължава да изказва подкрепа за съюза между САЩ и Австралия.
На 4 декември 2006 г. Кевин Ръд е избран за водач на Лейбъристката партия с 49 гласа срещу 39 за дотогавашния водач Ким Бийзли. На 21 октомври 2007 г. Ръд се представя силно в телевизионен дебат срещу министър-председателя Джон Хауард.

## Министър-председател
Вечерта на 24 ноември 2007 г. водачът на Либералната партия на Австралия и консервативен министър-председател Джон Хауърд признава изборното си поражение. На 3 декември Кевин Ръд е въведен в длъжност министър-председател от генерал-губернатора на Австралия ген.-м. Майкъл Джефри. Вицепремиер и министър на образованието в новия кабинет става заместничката на Ръд в Лейбъристката партия Джулия Гилард. За пръв път в 106-годишната история на австралийските правителства жена заема толкова висок пост.
Ръд е първият министър-председател, не споменал британския монарх (Елизабет II) в клетвата си за встъпване в длъжност. Въпреки че е републиканец обаче Ръд е отбелязал, че неуспешният референдум за обявяване на република от 1999 г. скоро няма да бъде повторен. Според проучванията на общественото мнение от 1993 г. насам мнозинство от австралийците подкрепят обявяване на република, но референдумът от 1999 г. се проваля, защото е предложено президентът да се избира от парламента, а не от народа.

### Глобално затопляне
Първото действие на новия министър-председател е да подпише инструмента за ратификация на Протокола от Киото за борба с глобалното затопляне. Планът на Ръд, представен през ноември 2007 г. предвижда Австралия да получава 20% от енергията си от възобновими източници до 2020 г.

### Извинение за откраднатите поколения
На 13 февруари 2008 г. Ръд изпълнява предизборно обещание като се извинява на австралийските аборигени за „откраднатите поколения“ (деца, отнети от родители им от австралийската държава между 1869  и 1969 г.  Извинението е добре прието, а критиките са най-вече отправени към отказа на правителството да осигури финансови компенсации за жертвите. 

### Външна политика
Ръд подкрепя независимостта на Косово от Сърбия  и на 19 февруари 2008 г. Австралия признава независимостта на Косово 

#### Международна обиколка
През март 2008 г. Ръд започва 17-дневна международна обиколка, по време на която се среща с правителствени ръководители от Европа, САЩ и Китай, включително президента на САЩ Джордж Уокър Буш и президентските кандидати Джон МакКейн и Хилари Клинтън, разговаря с Барак Обама и се среща с кралица Елизабет II и китайския президент Ху Дзинтао. На срещата си с президента Буш Ръд защитава плановете си за изтегляне на австралийските войски от Ирак. Ръд обаче подкрепя присъствието на австралийски войски в Афганистан. Той изнася лекция пред студенти в Пекинския университет на мандарин, но е критикуван от китайското правителство заради забележките му относно нарушаването на човешките права в Тибет.

### Имиграция
Според Мелбърнския център за търсещи убежище до май 2008 г. министерството за имиграцията и гражданството е отхвърлило 41 от 42-те молби за убежище на чужденци или 97,6%, по-голям процент от предишното консервативно правителство. Според отговорния министър Крис Еванс, процентът на отхвърлените е 77.

### Ислямски училища
През ноември 2007 г., Ръд подкрепя кампания, противопоставяща се на изграждането на ислямско училище за 1200 ученика в градчето Камдън, на 65 км югозападно от Сидни, след като протестите срещу плана за училището са получили отразяване в национални и международни медиии, посочвайки липсата на адекватна инфраструктура като причина.

### Политика към бездомните
В края на януари 2008 г. Ръд обявява финансиране за бездомници, включително $ 150 млн. за приюти.